# 第7飛行師団 (日本軍)
第7飛行師団（だいななひこうしだん）は、日本陸軍の航空師団の一つ。

## 沿革
1943年（昭和18年）1月、シンガポールで編成され第3航空軍隷下に入った。当初の任務は、スマトラ島からバンダ海にわたる区域の海洋哨戒、航空防衛、地上作戦協力などであった。1943年6月20日、北オーストラリアダーウィンへの日本陸軍機初の空襲を実施。
1943年7月、ニューギニア島東岸で苦戦中の第6飛行師団を応援するため、主力がニューギニアに移動し、司令部をブーツに置いた。この方面に二個飛行師団が配置されたことから、第4航空軍が創設されその隷下となる。
1943年8月17日から18日にかけ米第5空軍は、ウェワクおよびブーツの各飛行場を攻撃し、第6、第7飛行師団は大打撃を受けた。同年10月、第7飛行師団はインドネシア、アンボンに後退した。
アンボンに移動してからジャワ島東方での船団護衛などに当たった。1945年2月、第4航空軍の廃止に伴い第2飛行師団とともに第3航空軍の隷下となった。戦力の低下と本土決戦への対応のため、同年7月に解散した。

## 師団概要
- 司令部通称号：襲9311
- 使用機種：百式重爆撃機・九九式双発軽爆撃機・一式戦闘機・二式複座戦闘機・一〇〇式司令部偵察機・九九式軍偵察機

### 歴代師団長
- 須藤栄之助 中将：1943年1月29日 - 1945年2月1日[1]
- 白銀重二 中将：1945年2月1日 - 1945年7月16日

### 参謀長
- 高品朋 大佐：1943年1月29日[2] - 1945年4月9日
- 吉満末盛 中佐：1945年4月9日[3] - 1945年7月18日[4]

### 最終司令部構成
- 参謀長：吉満末盛中佐
  - 参謀（施設）：東愛吉少佐
  - 参謀（通信）：辺見重孝少佐
  - 参謀（後方）：槇安之少佐
- 高級副官：白井日出雄中佐
- 兵器部長：落合練平中佐
- 経理部長：佐藤誠之助主計中佐
- 軍医部長：津川辰三軍医大佐

### 最終所属部隊
戦闘部隊
- 独立飛行第73中隊（軍偵）：春成兼正少佐
- 飛行第13戦隊（戦闘）：町田久雄少佐
- 飛行第24戦隊（戦闘）：庄司孝一少佐
- 飛行第208戦隊（軽爆）：加島誠輝中佐
- 第9飛行団司令部：
  - 飛行第61戦隊（重爆）：堀川正三郎少佐
- 第3飛行団司令部：三宅友美大佐
  - 独立飛行第70中隊（司偵）：市川蔵康少佐
  - 飛行第75戦隊（軽爆）：土井勤中佐

飛行場部隊
- 第4航空地区司令部：
- 第9航空地区司令部：赤沢正之丞中佐
- 第32航空地区司令部：古閑武夫中佐 
  - 第5飛行場大隊： 　 　
  - 第28飛行場大隊：武松哲夫大尉 　 　
  - 第35飛行場大隊：小林貞一大尉 　  　
  - 第68飛行場大隊：田中正夫大尉
  - 第70飛行場大隊：佐藤秀雄大尉
  - 第72飛行場大隊：阿部万治大尉
  - 第107飛行場大隊：大参省一少佐
  - 第108飛行場大隊：山岸長蔵少佐
  - 第109飛行場大隊：水谷勇夫大尉
  - 第113飛行場大隊：
  - 第9飛行場大設定隊：川崎計三少佐

通信関連部隊
- 第9航空通信連隊：野辺常介少佐
- 第8航空情報連隊：松元朝雄少佐
- 第13野戦気象隊：中川勇少佐

整備・補給関連部隊
- 第21野戦航空修理廠：新保稔中佐
- 第21野戦航空補給廠：柳瀬良平少佐